# Eupelmus nihoaensis
Eupelmus nihoaensis är en stekelart som beskrevs av Timberlake 1926. Eupelmus nihoaensis ingår i släktet Eupelmus och familjen hoppglanssteklar. Inga underarter finns listade i Catalogue of Life.